# Kreda (jezero)
Kreda je malo umjetno jezero u dolini Radovne na sjeverozapadu Slovenije. Jezero je dobilo ime po rudniku krede koja se ovdje vadila do 1985. godine, nakon čega je iskapanje je prekinuto zbog neisplativosti i zabrinutosti za očuvanje prirode (jezero se nalazi u Triglavskome nacionalnom parku). Udubljenje u terenu koje nastalo eksploatacijom krede s vremenom se punilo vodom što je formiralo jezero. Danas je jezero s okolnim močvarama važno stanište za vodozemce poput livadne smeđe žabe i krastače u dolini rijeke Radovne. U jezeru žive i ribe poput šarana.

## Aktivnosti
Trenutno je područje jezera u privatnom vlasništvu, a mnogi posjetitelji doline kupaju se u njemu tijekom ljetnih mjeseci, no jezero je jako mutno. To je i razlogom brojnih ozljeda prilikom skakanja u vodu s obale i obližnjih stabala jer se odatle ne vidi što je pod vodom (prosječna vidljivost je 50 cm). Zimi se jezero zaledi pa je na njemu moguće klizati, a često se na njemu uredi jednostavno hokejaško igralište koje je dostupno svima.